# FNRS-3
FNRS-3はフランス海軍のバチスカーフ（深海探査艇）である。スイスの物理学者オーギュスト・ピカールによって開発された世界初のバチスカーフであるFNRS-2を改造して製造された。

## 概要
FNRS-2は1948年11月3日にヴェルデ岬諸島付近で無人潜航実験を行ったが、フロート（浮き）の損傷などのため有人潜航実験は実施されなかった。その後、スポンサーであるベルギー国立科学研究基金（FNRS）は、FNRS-2のフランス海軍への売却を決定した。1950年3月に協定が結ばれ、FNRS-2はFNRS-3と改名された。当初、オーギュスト・ピカールは相談役としてフランス海軍の作業に協力していたが、のちに離脱し、息子のジャック・ピカールとともに、イタリアのトリエステで別のバチスカーフ（トリエステ）の建造を行うことになる。
艇長にはフランス海軍少佐ジョルジュ・ウオが就任した。1954年2月15日、ウオと技術者のピエール・ウィルム（Pierre Willm）は、ダカール沖160海里の大西洋で水深4050メートルに到達し、ピカールのトリエステによる潜航記録（水深3150メートル、1953年9月、ティレニア海）を900メートル突破した。

### 日本近海での潜水調査
1958年には、朝日新聞社の後援のもと、日仏合同の日本海溝学術調査のために日本を訪れ、6月14日から8月11日にかけ、9回にわたり金華山 (宮城県)沖、野島崎沖、相模灘などで潜航を行った。日本側からは朝日新聞の日下実男、東京水産大学の佐々木忠義・新野弘・熊凝武晴・久保伊津男、農林省水産講習所の千葉卓夫らが参加した。6月20日の2回目の潜航では、金華山沖の北緯37度46分・東経143度7分の地点で水深3000メートルまで潜航し、毎秒2センチメートル（0.035ノット）の海底流が存在することを発見した。また、7月30日に野島崎沖東南東25キロメートルの地点で行った潜水調査では、深海散乱層（偽海底）とマリンスノーが密接に関連していることを明らかにしている。

### ギャラリー

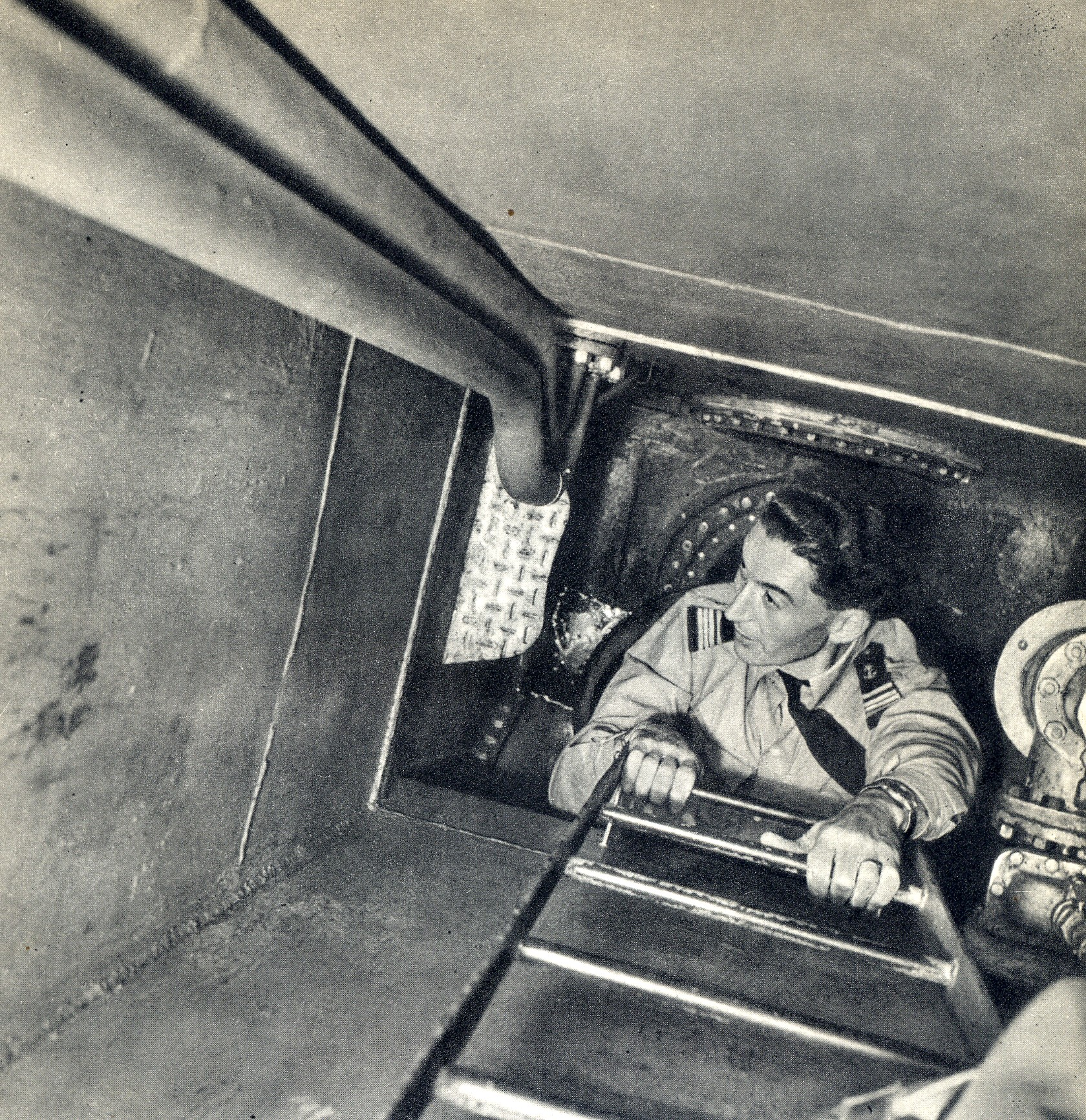
FNRS-3に乗り込むG・ウオ
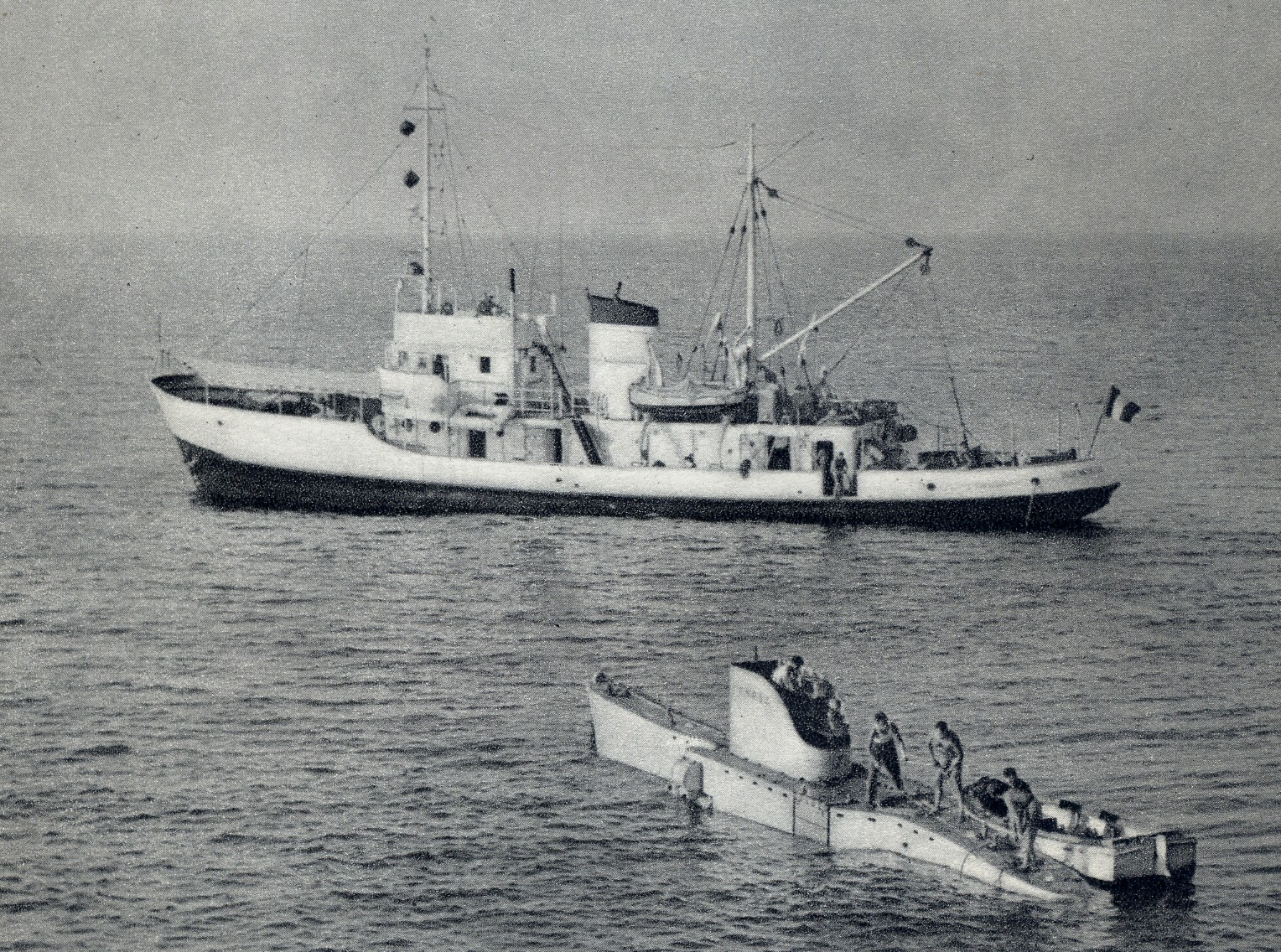
運用中のFNRS-3
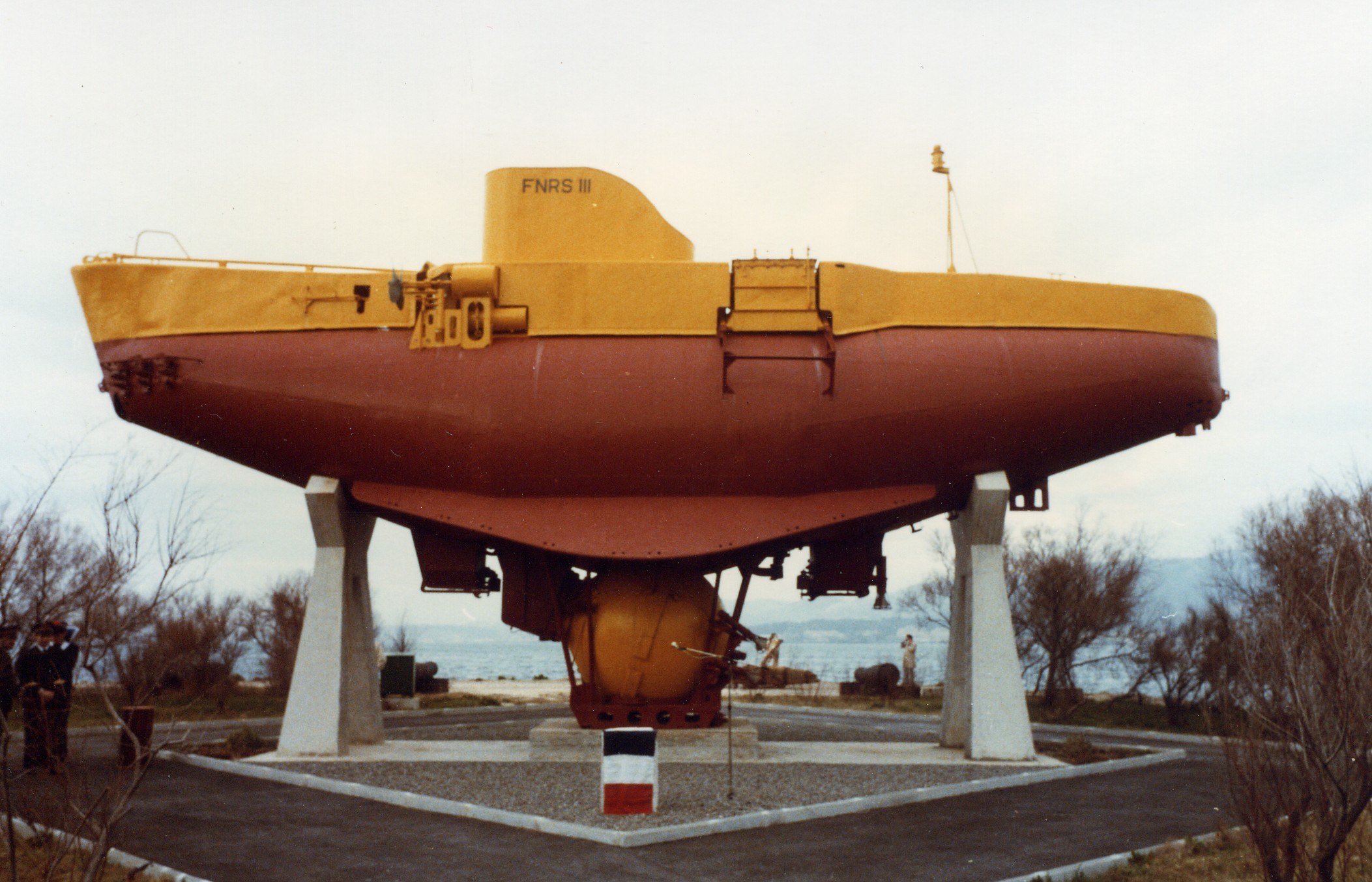
トゥーロンに保存されているFNRS-3
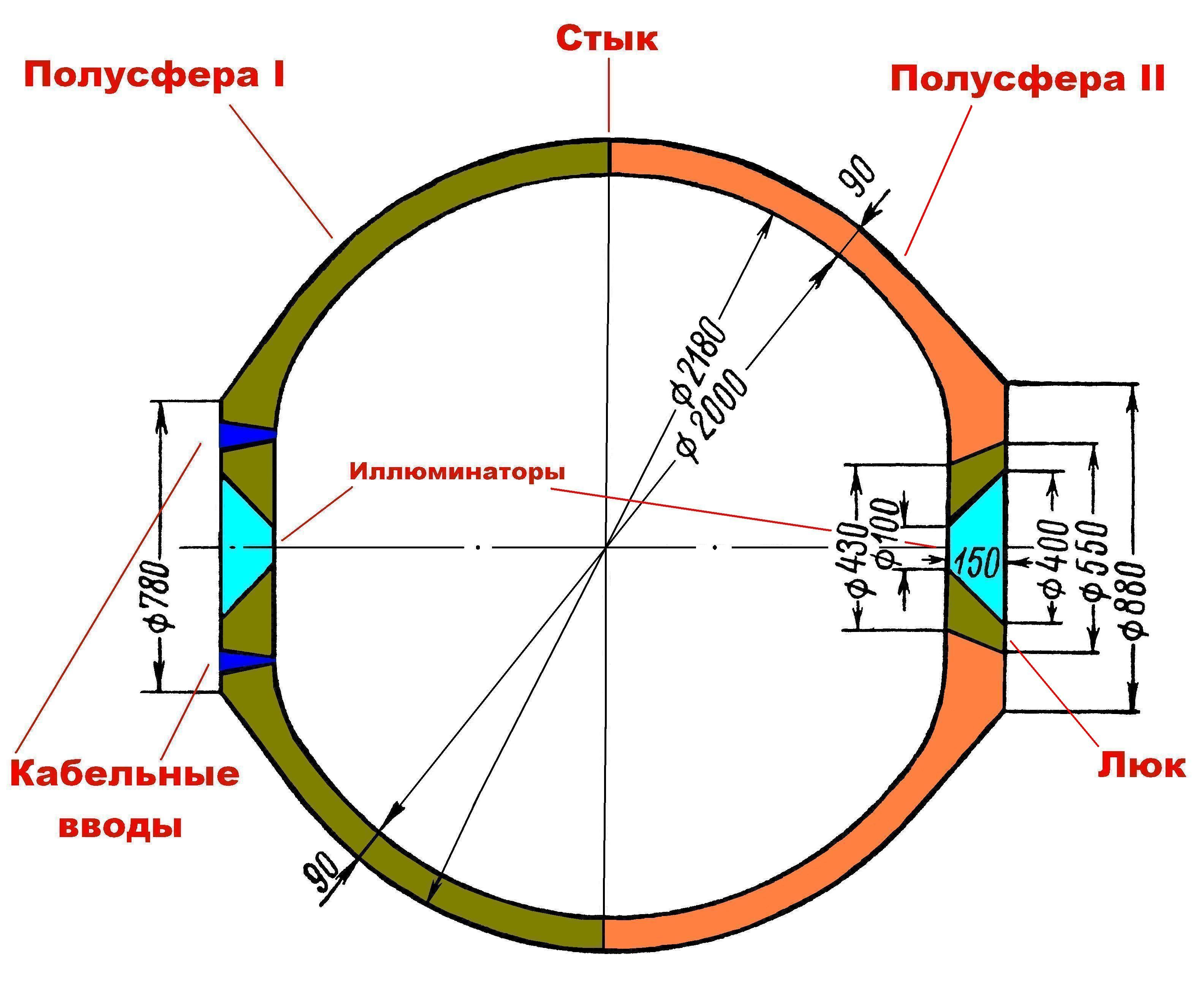
耐圧殻の構造

## 文献
- Houot, Georges; Willm, Pierre (1954) (フランス語). Le Bathyscaphe à 4050 m. au fond de l'océan. Éditions de Paris. OCLC 8429243
  - Houot, Georges; Willm, Pierre (1955) (英語). 2000 Fathoms Down. Dutton. OCLC 1078011
  - G. ウオ、P. ウィルム『4000米の深海をゆく』新潮社〈人と自然叢書〉、1957年。ASIN B000JAXQE8。 NCID BN04504340。
- Houot, Georges; Willm, Pierre (1958) (フランス語). La Découverte sous-marine de l'homme-poisson au bathyschaphe. Bourrelier. OCLC 8429208
- Houot, Georges (1972) (フランス語). Vingt ans de Bathyscaphe. Arthaud. OCLC 764285
- 日下実男『驚異の大深海――かぎりなき暗黒世界への旅立ち』サンポウジャーナル〈サンポウ・ブックス〉、1978年9月25日。
- 熊凝武晴「バチスカーフに就いて」『造船協会誌』第351号、造船協会、1-6頁、1958年12月25日。ISSN 0386-1597。